# Roseline de Villeneuve
Roseline de Villeneuve, nascida em 1263 e falecida em 1329, foi uma freira cartuxa francesa, considerada santa pela Igreja Católica. Liturgicamente, ela é comemorada em 17 de janeiro.

## Biografia
Roseline, do latim Rossolina, ou Rossa, Rufa, filha de Arnaud II de Villeneuve e Sybille de Burgolle de Sabran des Arcs (ou segundo o observatório zetético de Giraud II de Villeneuve e d'Aigline). Ela é irmã de Elzéar de Villeneuve.
Esta prima de Santo Elzéar de Sabran foi educada pelas Clarissas de Avignon; mas foi na Cartuxa que esta provençal, dotada do dom de ler a consciência das pessoas, escolheu entrar aos 25 anos.

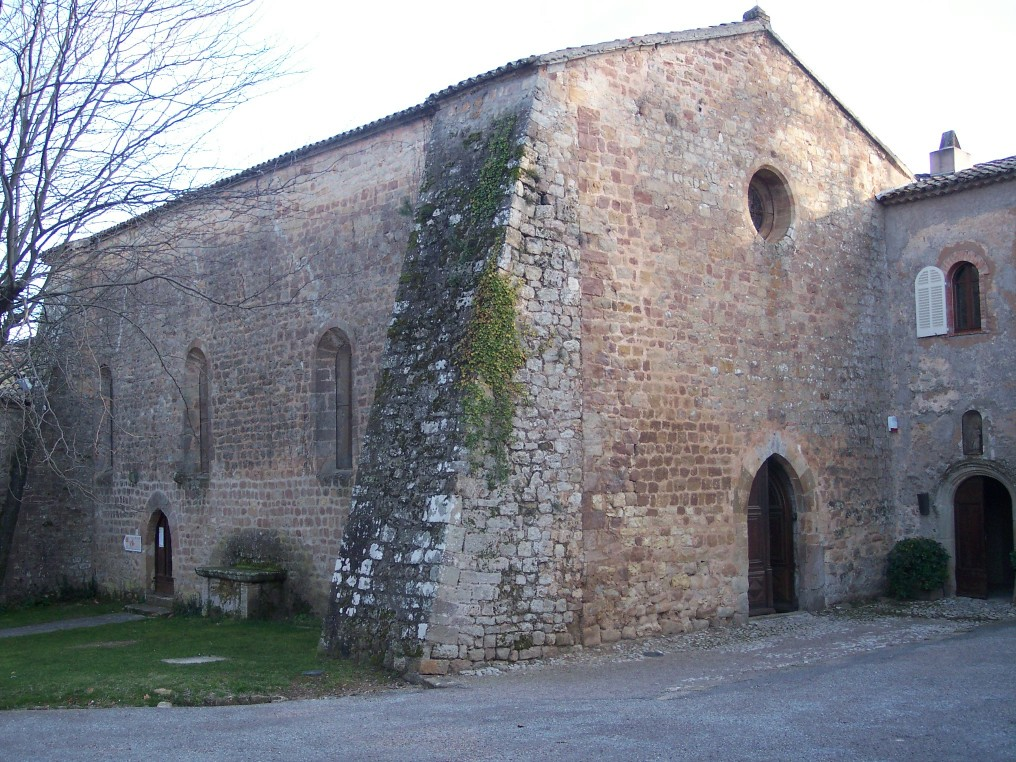
Capela Sainte-Roseline em Les Arcs, século XI.

Ela fez o noviciado em Saint-André-de-Ramières perto de Prébayon no Vaucluse, depois um segundo noviciado na Chartreuse Notre-Dame de Bertaud (Sainte-Marie d'Aurouse) nos Hautes-Alpes ( Gap ) antes de ser admitida para fazer profissão religiosa no dia de Natal de 1280.
Ela viverá lá com austeridade e mais tarde se tornará prioresa da Chartreuse de la Celle-Roubaud fundada por seu irmão Hélion na diocese de Fréjus, na abadia de La Celle-Roubaud anteriormente ocupada pelos beneditinos.
Em Les Arcs, a capela Sainte-Roseline construída no XI século foi classificada como monumento histórico em 1980. Abriga os restos mortais de Santa Roseline, que está exposto em um santuário de cristal e um relicário que conserva seus olhos, milagrosamente preservados.

## O milagre das rosas

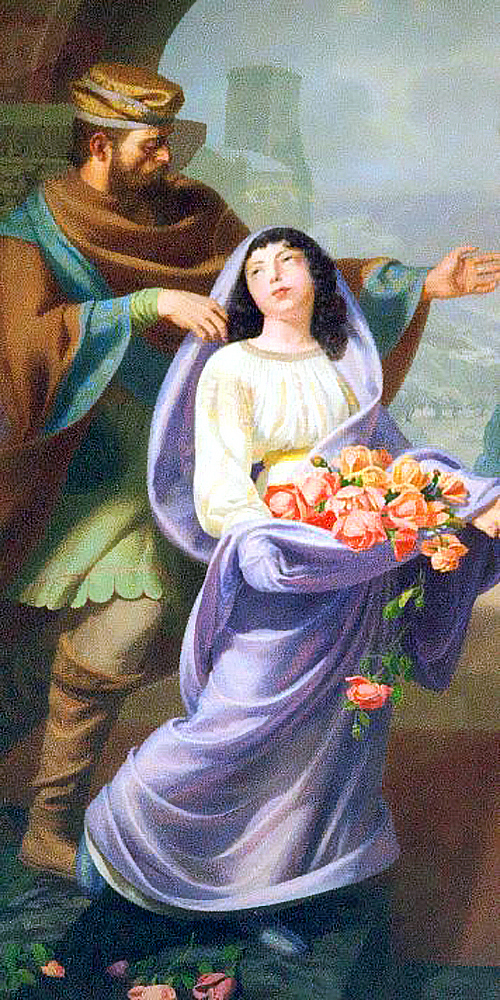
O milagre das rosas: Roseline e seu pai Arnaud de Villeneuve, pintando na igreja Sainte-Roseline em Roquefort-la-Bédoule.

Roseline está ligada ao que é chamado de "O milagre das rosas". A generosa filha do senhor da aldeia escondeu-se para dar de comer aos pobres que a pedissem. Certa manhã, Arnaud, que desconfiava da generosidade da filha, esconde-se perto da adega para a confundir... Não demora muito a vê-la chegar, com o avental carregado de comida. Quando ele pede a ela para mostrar o conteúdo de seu avental, Roseline (chamando, diz-se, Deus para testemunhar) abre com medo o avental do qual se projeta uma braçada de rosas no lugar de comida "roubada", um milagre também atribuído à vida de Isabel da Hungria , Isabel de Portugal e Germa Cousin.
Ainda hoje você pode ver um arco de pedra chamado "Portão Milagroso".